# Phil Boyd
Philip Ewing Boyd, detto Phil (Toronto, 5 giugno 1876 – Toronto, 16 novembre 1967), è stato un canottiere canadese.
Boyd partecipò ai Giochi olimpici di Saint Louis 1904 con la squadra Argonaut Rowing Club di Toronto nella gara di otto, in cui conquistò la medaglia d'argento. Sempre con la stessa squadra, partecipò anche ai Giochi olimpici di Stoccolma 1912 ma il suo equipaggio fu eliminato alla prima gara.

## Palmarès
| Anno | Manifestazione  | Sede        | Evento | Risultato |
| ---- | --------------- | ----------- | ------ | --------- |
| 1904 | Giochi olimpici | Saint Louis | Otto   | Argento   |